# Bungard, Sibiu
Bungard, (în dialectul săsesc Bangert, Bengert, în germană Baumgarten în trad. "Grădina cu Pomi", în maghiară Bongárd, Bonyárd), este un sat în comuna Șelimbăr din județul Sibiu, Transilvania, România. Se află în partea de centrală a județului,  în Depresiunea Sibiu.

## Personalități
- Martin Samuel Möckesch (1813–1890), scriitor și traducător, pastor luteran în Bungard;
- Toma Dordea (1921-2015), academician, profesor universitar, specialist de renume în domeniul mașinilor electrice.

## Monumente istorice
- Biserica „Adormirea Maicii Domnului”

## Galerie imagini

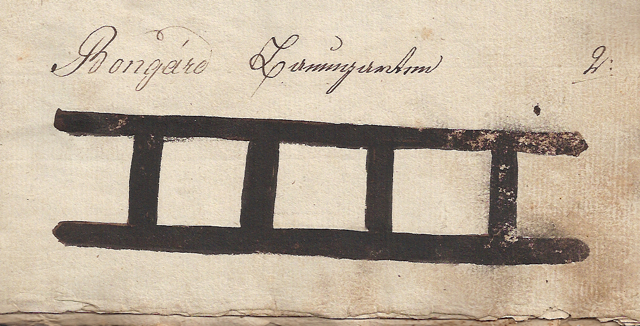
1826 - Danga pentru vitele din Bungard